# Блуждающая почка
Нефроптоз (от νεφρός [nephros] — почка + др.-греч. πτῶσις [ptos] — падение, опущение; подвижная почка, опущение почки, блуждающая почка) — заболевание почки, выражающееся в её ненормальной подвижности. 

## Особенности и причины
Правая почка чаще смещается, чем левая. Из 91 случая, описанных Эбштейном, смещение правой почки наблюдалось 65 раз, левой — 14; в остальных случаях были смещены обе почки. Женщины больше подвержены данному заболеванию: на 100 женщин приходится 1—18 мужчин. Блуждающая почка чаще всего наблюдается между 30 и 60 годами жизни, хотя имеются указания в литературе и на то, что блуждающая почка наблюдалась и в детстве: так, Штейнер видел 2 раза блуждающие почки у девочек от 6—10 лет и один раз у мальчика, возрастом 9 лет.
Появление этого недуга приписывается расслаблению брюшных стенок в результате повторных беременностей или уменьшения околопочечной жировой ткани вследствие быстрого похудения.

## Симптомы
У большинства пациентов заболевание протекает без клинических проявлений. Однако одним из первых симптомов, а иногда и единственным, возбуждающим внимание больного, служит боль, локализирующаяся в области подвздошной кости или в подреберьях. Иногда боль сменяется ощущением тяжести в одной из поясничных сторон. Особенностью болей является то, что при лежачем положении на спине они ослабевают или совсем исчезают. Произведённым при этом физическом исследовании живота можно констатировать в боковых частях, под свободным краем рёбер, присутствие удлиненно-яйцеобразного упругого образования, не имеющего неровностей; давление на образование крайне болезненно. Если брюшные стенки очень расслаблены, то удается охватить образование со всех сторон и точно определить, что в руках имеется сама почка, то есть различить её овальную форму, выпуклый край, внутренний вогнутый край и т. д. Подвижную почку лучше определить в стоячем положении, так как при горизонтальном положении опухоль чаще всего исчезает. Перкуссия области образования даёт тупой звук, совершенно отличный от тимпанического тона кишечника. В тех же случаях, когда образование не удается точно определить, можно получить информацию при постукивании почечной области сзади; тогда на месте тупого звука почки можно легко констатировать тимпанит кишечника.
Кроме того, при блуждающей почке неоднократно констатировался целый комплекс различных невралгических болей в области седалищного, бедренного и других нервов.

## Ущемление почки
Проф. Дитль первый указал под названием явлений ущемления на такую группу симптомов, которая характеризуется увеличением объёма смещённого органа; при этом малейшее прикосновение к почке, даже самое легкое, вызывает резкую боль. К этим болям присоединяются ознобы, лихорадка, тошнота, рвота, признаки коллапса и т. п. Этот припадок может заканчиваться по прошествии нескольких дней обильным выделением мочи, смешанной с гноем и слизью. Явления ущемления и припадки, ими вызываемые, объясняются вращением смещённой почки около своей оси и сдавлением мочеточника, что, в свою очередь, ведёт за собою острый гидронефроз (водянку почек). Сама же блуждающая почка подвергается очень часто весьма резким и различным изменениям. Чаще всего наблюдается гидронефроз, почечные камни, разлитое воспаление почек, рак, нагноение и т. д.
Блуждающую почку необходимо дифференцировать с опухолями желчного пузыря, подвижной селезёнкой, каловыми массами, перитифлитом, местным воспалением брюшины, опухолями надпочечных желез, кистами яичника и т. д.

## Выводы
Лечение обыкновенно паллиативное и должно состоять, прежде всего, в наложении хорошо приспособленного почечного бандажа. Остальные симптомы лечатся соответственно существующим припадкам. В России особенно много по вопросу о блуждающей почке работала школа С. П. Боткина.
В тяжелых случаях проводится нефропексия (от греч. nephros — почка и pexia — фиксация, закрепление) — хирургическая операция фиксации почки в её физиологическом состоянии (для ликвидации патологической подвижности при нефроптозе).
В России чаще используется метод Ривоира в модификации Пытеля и Лопаткина, суть которого заключается в выкраивании лоскута из поясничных мышц и подшивании его не к ребру, как по методу Ривоира, а к самой почке. Этим сохраняется физиологическая подвижность почки, что важно для её хорошей функции. В последние годы для нефропексии стали применяться лапароскопические методы.